# 平塚柾緒
平塚 柾緒（ひらつか まさお、1937年9月3日 - ）は、日本の戦史研究家。

## 略歴
1937年（昭和12年）茨城県生まれ。徳間書店勤務後、編集プロダクション文殊社代表取締役。取材・執筆・編集グループである太平洋戦争研究会、近現代フォトライブラリー主宰。数多くの従軍経験者への取材を行う、戦争証言アーカイブス編さんを多く行っている。

## 著作
- 『秘蔵写真で知る近代日本の戦歴 真珠湾攻撃』フットワーク出版 1991
  - 『パールハーバー 真珠湾奇襲攻撃 日本の戦歴』学研M文庫 2001
- 『日露戦争 秘蔵写真で知る近代日本の戦歴』（上下）フットワーク出版 1991。学研M文庫 2001
  - 『写真が記録した日露戦争 旅順攻囲戦』学研M文庫 2009
  - 『日本海海戦 写真が記録した日露戦争』学研M文庫 2009
- 『激闘南太平洋海戦 日米機動部隊、総力戦の全貌』学研「歴史群像新書」 1998
- 『ヤマモト・ミッション 山本五十六司令長官機撃墜を可能にしたもの』PHP研究所 2010
- 『証言記録生還 玉砕の島ペリリュー戦記』学研プラス 2010
  - 『玉砕の島ペリリュー 生還兵34人の証言』PHP 2018
- 『玉砕の島々 サイパン・グアム・ペリリュー・硫黄島』洋泉社 2015
- 『八月十五日の真実 大日本帝国が崩壊した運命の日』ビジネス社 2015
- 『太平洋戦争裏面史　日米諜報(スパイ)戦 勝敗を決した作戦にスパイあり』ビジネス社 2016
- 『見捨てられた戦場』洋泉社歴史新書 2017
- 『証言我ラ斯ク戦ヘリ　兵士たちの戦争秘史』ビジネス社 2021
- 『我、奇襲ニ成功セリ　真珠湾攻撃80年目の真相』ビジネス社 2021

## 編著・写真解説
- 『徹底抗戦ペリリュー・アンガウルの玉砕 太平洋戦争写真史』編 月刊沖縄社 1981
- 『グアムの戦い 太平洋戦争写真史』編 月刊沖縄社 1981
- 『米軍が記録したガダルカナルの戦い』編 草思社 1995
- 『日中戦争 日・米・中報道カメラマンの記録』編 翔泳社 1995
- 『米軍が記録した日本空襲』編 草思社 1995、新装版2020
- 『日露戦争 海戦写真史』近現代史編纂会編 新人物往来社 1997
- 『日露戦争 陸戦写真史』近現代史編纂会編 新人物往来社 1997

- 『図説 日露戦争 ふくろうの本』太平洋戦争研究会編 河出書房新社 1999
- 『図説 東京裁判 ふくろうの本』太平洋戦争研究会編 河出書房新社 2002、新装版2017
  - 『東京裁判の全貌』河出文庫 2005、新装版2025
- 『図説 2・26事件 ふくろうの本』太平洋戦争研究会編 河出書房新社 2003
  - 『二・二六事件』河出文庫 2006
- 『図説 山本五十六 連合艦隊指令長官 ふくろうの本』太平洋戦争研究会編 河出書房新社 2004
  - 『山本五十六の真実』河出文庫 2011
- 『図説 従軍画家が描いた日露戦争 ふくろうの本』太平洋戦争研究会編 河出書房新社 2005
- 『知られざる証言者たち 兵士の告白』編 太平洋戦争研究会著 新人物往来社 2007
- 『図説 写真で見る満州全史 ふくろうの本』太平洋戦争研究会編 河出書房新社 2010、新装版2018
- 『日本空襲の全貌』編 洋泉社 2015
  - 『日本列島空襲の記録』講談社学術文庫 2025
- 『写真で見るペリリューの戦い 忘れてはならない日米の戦場』山川出版社 2015
- 『男たちの真珠湾(パールハーバー)攻撃 写真で見る「トラ・トラ・トラ」』ビジネス社 2017
- 『太平洋戦争大全　海空戦編』編 太平洋戦争研究会著 ビジネス社 2018
- 『太平洋戦争大全　陸上戦編』編 太平洋戦争研究会著 ビジネス社 2018
- 『写真でわかる事典 日本占領史』PHPエディターズグループ 2019
- 『写真でわかる事典 沖縄戦』PHPエディターズグループ 2020

### 翻訳
- C.A.ウィロビー『GHQ知られざる諜報戦 ウィロビー回顧録』延禎監修、編訳、番町書房 1973、山川出版社 2011
- 延禎『キャノン機関からの証言』編訳、番町書房、1973
- H.O.ヤードレー『ブラック・チェンバー 米国はいかにして外交暗号を盗んだか』近現代史編纂会編 荒地出版社 1999、角川新書 2023